# رأفت السنوسي
رأفت محمد السنوسي السيّد، (12 أكتوبر 1972م) الشّهير برأفت السنوسي، شاعر فصحى، وكاتب مسرحيّ، وروائيّ مصريّ، ولد في إحدى قرى مطاي بمحافظة المنيا في جمهوريّة مصر العربيّة. نشرت قصائده في المجلّات المصريّة والعربيّة وأذيعت قصائده في الإذاعة والتلفزيون المصريّ وبعض القنوات الأخرى .
حاصل على بكالوريوس الخدمة الاجتماعية – جامعة القاهرة عام 1994م و دبلوم الدراسات العليا في جامعة المنيا عام 1999م. 

## من رواياته
1- رواية تل الرمان دار كنوز المعرفة – الأردن – 2016 م
2- رواية كرّادة مريم ( قيد النشر ) .
3- أنا الواقفون على دمى – ديوان شعر . القاهرة 2000
4- الولد البهاء – ديوان شعر . الهيّئة العامة لقصور الثقافة القاهرة 2003
5- مسرحيّة عشيّة انتخاب أبى سفيان الشارقة الطبعة الأولى 2009
6- والطبعة الثانية عن الهيّئة العامّة لقصور الثقافة 2010
7- فاتحة لسفر الخواتيم ديوان شعر دار النسيم القاهرة 2013
8- ذاكرة الفراغ من أصداء سيرة الغياب الهيّئة العامة لقصور الثقافة 2015
9- رواية تل الرمان – دار كنوز بالأردن . 

## تكريمات حاصل عليها
1ــ تم تكريم الشاعر في مؤتمر شعراء المقاومة في العراق 2011م.
2 ـ تم تكريم الشاعر من مؤتمر أدباء مصر في الأقاليم عام 2008 كأحسن باحث في المؤتمرات الأدبيّة عن العام 2008.
3ـ تم تكريم الشاعر رأفت السنوسي في يوم الشعر العالميّ من قبل الجمعيّة السعوديّة للثقافة والفنون ونادي الشرقيّة الأدبيّ بالسعوديّة في 21/3/2012 .